# Liste von Militärs/Sch

## Scha
- Schäfer, Emil (1891–1917), Kampfpilot und Fliegerass im Ersten Weltkrieg, abgeschossen
- Schaffgotsch, Hans Ulrich von (1595–1635), kaiserlicher General, Gefolgsmann Wallensteins, enthauptet
- Schafranek, Peter (* 1944), deutscher Brigadegeneral des Heeres der Bundeswehr
- Schaposchnikow, Boris Michailowitsch (1882–1945), Marschall der Sowjetunion
- Scharnhorst, Gerhard von (1755–1813), preußischer General und Heeresreformer
- Scharon, Ariel (1928–2014), israelischer General und Politiker, Premierminister
- Schaumann, Gustav (1853–1918), zuletzt Oberst

## Sche
- Scheer, Reinhard (1863–1928), Admiral, kommandierte die Hochseeflotte in der Skagerrakschlacht
- Scheffer-Boyadel, Reinhard Freiherr von (1851–1925), deutscher General
- Scheremetew, Boris Petrowitsch (1652–1719), russischer Feldmarschall
- Schérer, Barthélemy-Louis-Joseph (1747–1804), französischer General
- Scherff, Wilhelm von (1834–1911), General der Infanterie
- Schertlin von Burtenbach, Sebastian (1496–1577), Landsknechtsführer
- Scheven, Werner von (* 1937), Generalleutnant der Bundeswehr
- Schewzow, Leonti Pawlowitsch (* 1946), General in der Sowjetunion und Russland

## Schi
- Schikowski, Wolfgang (1938–2022), deutscher Brigadegeneral
- Schill, Ferdinand von (1776–1809), preußischer Offizier, Freikorpsführer, gefallen

## Schk
- Schkedi, Eljezer (* 1957), israelischer Generalmajor und Kommandeur der Luftstreitkräfte

## Schl
- Schlabrendorff, Fabian von (1907–1980) Offizier und Widerstandskämpfer (20. Juli)
- Schlägel, Maximilian von (1788–1863), königlich bayerischer Generalmajor
- Schleicher, Kurt von (1882–1934), Generalleutnant, Reichskanzler, ermordet
- Schleinitz, Georg von (1834–1910), deutscher Vizeadmiral
- Schleinitz, Hans Georg von (1599–1666), Offizier, Verwaltungsbeamter, Gelegenheitsdichter
- Schlenker, Manfred (* 1951), Generalmajor der Bundeswehr
- Schleussing, Franz von (1809–1887), preußischer Major, Mitglied der Frankfurter Nationalversammlung
- Schlick, Franz, Graf zu Bassano und Weißkirchen, (1789–1862), österreichischer General
- Schlick, Heinrich, Graf zu Bassano und Weißkirchen, (1580–1630), kaiserlicher Feldmarschall während des Dreißigjährigen Krieges
- Schlick, Leopold Anton Joseph (1663–1723), k.k. Feldmarschall, oberster Kanzler des Königreichs Böhmen
- Schlieben, Karl-Wilhelm von (1894–1964), deutscher Generalleutnant im Zweiten Weltkrieg
- Schlieffen, Alfred Graf von (1833–1913), Generalfeldmarschall, Generalstabschef, „Schlieffen-Plan“

## Schm
- Schmettau, Samuel Graf von (1684–1751), 1741 österreichischer Generalfeldmarschall, trat später in preußische Dienste, Kurator der Preußischen Akademie der Wissenschaften
- Schmidt, Karl von (1817–1875), preußischer Kavalleriegeneral im Deutsch-Französischen Krieg
- Schmidt(-Hannover), Otto (1888–1971), preußischer Hauptmann im Ersten Weltkrieg
- Schmitt, Heinrich Freiherr von (1744–1805), österreichischer Feldmarschallleutnant; Chef des Generalquartiermeisterstabes 1796–1800 und 1805; bei Dürnstein gefallen
- Schmittlein, Raymond (1904–1974), frei-französischer General und Politiker
- Schmückle, Gerd (1917–2013), deutscher Vier-Sterne-General und stellvertretender NATO-Oberbefehlshaber
- Schmundt, Rudolf (1896–1944), deutscher General; während des Zweiten Weltkrieges Chefadjutant der Wehrmacht bei Hitler

## Schn
- Schneider, Albert (1836–1904), schweizerischer Oberst, Präsident des Militärkassationsgerichtshofes
- Schnez, Albert (1911–2007), Generalleutnant der Bundeswehr und Inspekteur des Heeres
- Schneider, René (1913–1970), chilenischer General; Oberbefehlshaber der Armee; ermordet
- Schneider-Pungs, Karl (1914–2001), deutscher Konteradmiral
- Schneiderhan, Wolfgang (* 1946), Generalinspekteur der Bundeswehr
- Schneemann, Klaus (* 1944), deutscher Brigadegeneral

## Scho
- Scholley, Otto von (1823–1907), österreichischer Feldmarschalleutnant
- Schomberg, Henri de (1575–1632), Graf von Nanteuil-le-Haudouin und von Durtal; französischer Staatsmann und Heerführer der Religionskriege; 1619–1622 Generalkontrolleur der Finanzen; 1625 Marschall von Frankreich
- Schomberg, Karl von (1645–1693), deutsch-französisch-englischer General
- Schomberg, Meinhard von (1641–1719), deutsch-französisch-britischer General und Heerführer
- Schomberg, Friedrich von (1615–1690), deutscher Heerführer in verschiedenen Diensten, Marschall von Frankreich
- Schönaich, Franz von (1844–1916), österreichischer General, Generalinspektor des Heeres, Feldzeugmeister, 1906–1911 Reichskriegsminister
- Schönberg, Hans Meinhard von (1582–1616), kurpfälzischer und kurbrandenburgischer Feldobrister
- Schönbohm, Jörg (1937–2019), deutscher General und Politiker, Innenminister von Brandenburg
- Schöning, Hans Adam von (1641–1696), kurbrandenburgischer und kursächsischer Feldmarschall
- Schöning, Kurd Wolfgang Wilhelm Gustav von (1789–1859), Generalmajor, bedeutender Historiograph und Militärschriftsteller
- Schörner, Ferdinand (1892–1973), deutscher Generalfeldmarschall, Oberbefehlshaber der Heeresgruppe Mitte gegen Ende des Zweiten Weltkriegs
- Schoomaker, Peter J. (* 1946), US-amerikanischer General, Chief of Staff of the Army

## Schr
- Schrade, Wolfgang (1924–2010), deutscher Flottillenadmiral

## Schu
- Schukow, Georgi Konstantinowitsch (1896–1974), sowjetischer General, Marschall der Sowjetunion
- Schulenburg, Adolph Friedrich Graf von der (1685–1741), preußischer Generalleutnant und Vertrauter Friedrich Wilhelms I.
- Schulenburg, Johann Matthias Reichsgraf von der (1661–1747), deutscher General im Spanischen Erbfolgekrieg, Feldmarschall im Dienste Venedigs
- Schulenburg, Joseph Ferdinand Adolf Achaz von der (1776–1831), preußischer Generalleutnant
- Schulte, Joachim (* 1928), deutscher Generalmajor des Heeres der Bundeswehr und Abteilungsleiter im Bundesnachrichtendienst
- Schultz, Egon (1943–1964), Unteroffizier der Grenztruppen der DDR; erschossen
- Schultzendorff, Karl-Reinhard von (1915–1993), deutscher Brigadegeneral des Heeres der Bundeswehr
- Schulz, Adelbert (1903–1944), Generalmajor und Divisionskommandeur im Zweiten Weltkrieg; gefallen
- Schulz, Fred (1938–2004), Brigadegeneral der Bundeswehr, erster Kommandeur Kommando Spezialkräfte
- Schulz, Friedrich (1897–1976), deutscher General; Armee- und Heeresgruppenkommandeur im Zweiten Weltkrieg
- Schumann, Maximilian (1827–1889), deutscher Ingenieuroffizier
- Schurz, Carl (1829–1906), deutsch-amerikanischer General im Bürgerkrieg, Minister
- Schuster, Dieter (1946–2022), deutscher Brigadegeneral, zuletzt Kommandeur Heeresschulen
- Schütt, Bernd (* 1961), deutscher Brigadegeneral, Kommandeur der Panzerlehrbrigade 9
- Schutter, Arnold von (1772–1843), preußischer Generalleutnant
- Schütz, Thorsten (* 1971), deutscher Generalarzt
- Schuwirth, Rainer (* 1945), deutscher General; Stabschef des NATO-Hauptquartiers Europa (SHAPE) von 2004 bis 2007
- Schuyler, Philip (1733–1804), amerikanischer General im Unabhängigkeitskrieg

## Schw
- Schwaben, Friedrich III. von oder Friedrich I. (HRR) (1122–1190), seit 1152 römisch-deutscher König, seit 1155 Kaiser des HRR, Führer des 3. Kreuzzugs, Friedrich Barbarossa
- Schwarzenberg, Karl Philipp Fürst zu (1771–1820), österreichischer Generalfeldmarschall
- Schwartz, Norton A., amerikanischer General der US Air Force und Kommandeur des US Transportation Command
- Schwarzkopf sr., H. Norman (1895–1958), amerikanischer Polizeioffizier und Armeegeneral
- Schwarzkopf jr., H. Norman (1934–2012), amerikanischer General; Oberbefehlshaber der amerikanischen Streitkräfte im Zweiten Golfkrieg; Sohn des Vorigen
- Schwede, Hans-Hermann (* 1938), deutscher Brigadegeneral
- Schweinitz, Hans Lothar von (1822–1901) preußischer General und Diplomat, deutscher Botschafter in Wien
- Schweinsteiger, Jörg (* 1946), deutscher Brigadegeneral
- Schweppermann, Seyfried (1257–1337), Feldhauptmann der Reichsstadt Nürnberg
- Schwerin, Gerhard Graf von (1899–1980), deutscher General im Zweiten Weltkrieg
- Schwerin, Kurt Christoph Graf von (1684–1757), preußischer Generalfeldmarschall, gefallen bei Prag
- Schwerin, Otto Magnus von (1701–1777), preußischer General der friderizianischen Epoche